# Pedido de interrupção
Em um computador, um pedido de interrupção, do inglês interrupt request (IRQ), é um sinal de hardware enviado ao processador que temporariamente pausa um programa em execução e permite que um programa especial, um manipulador de interrupções, seja executado. Interrupções de hardware são usadas para manipular eventos como recebimento de dados de um modem ou placa de rede, pressionamentos de tecla ou movimentos de mouse.
Linhas de interrupção são normalmente identificadas por um índice com o formato de IRQ seguido por um número. Por exemplo, na família de PICs Intel 8259 há oito entradas de interrupção normalmente referenciadas como IRQ0 à IRQ7. Em sistemas de computadores baseados no x86 que usam dois desses PICs, o conjunto de linhas combinadas são referidas como IRQ0 à IRQ15.
Novos sistemas x86 integram um Controlador de Interrupções Programável Avançado (Advanced Programmable Interrupt Controller - APIC) que obedece à Arquitetura Intel APIC. Estes APICs suportam uma interface programável para até 255 linhas de IRQ de hardware físico por APIC, com um sistema típico de implementação de suporte para cerca de 24 linhas de hardware no total.

## IRQs para computadores compatíveis com o IBM PC
Os computadores modernos compatíveis com o IBM PC possuem 16 designações de IRQ (0-15), cada uma delas representando uma peça física (ou virtual) de hardware. Por exemplo, o IRQ 0 é reservado para o temporizador do sistema, enquanto o IRQ 1 é reservada para o teclado. Quanto menor for o número do IRQ, mais prioridade ela terá para ser processada.
No passado existiam apenas 8 designações de IRQ (0-7). À medida que novos hardwares emergiram, emergiu a necessidade de novos IRQs. A solução foi criar mais 8 IRQs, adicionadas pelo desvio do IRQ 2 para o novo IRQ 9.
Em computadores da classe Pentium (e alguns da classe 80486) os IRQs podem ser manipuladas via APIC.
A lista dos IRQs é:

### PIC master
- IRQ0 = temporizador de intervalos 8253/8254 (temporizador do sistema)
- IRQ1 = teclado
- IRQ2 = reservada para a  8259B (amarrada ao IRQ 9)
- IRQ3 = COM2 e COM4
- IRQ4 = COM1 e COM3
- IRQ5 = LPT2 ou placa de som
- IRQ6 = disquetes
- IRQ7 = LPT1

### PIC secundário
- IRQ8 = relógio de tempo real (real time clock, RTC)
- IRQ9 = amarrada ao IRQ2
- IRQ10 = indefinido
- IRQ11 = indefinido
- IRQ12 = mouse PS/2
- IRQ13 = co-processador matemático
- IRQ14 = Drives IDE primários
- IRQ15 = Drives IDE secundários